# Ладера (Каліфорнія)
Ладера (англ. Ladera) — переписна місцевість (CDP) в США, в окрузі Сан-Матео штату Каліфорнія. Населення — 1557 осіб (2020).

## Географія
Ладера розташована за координатами 37°23′58″ пн. ш. 122°11′57″ зх. д. / 37.39944° пн. ш. 122.19917° зх. д. (37.399581, -122.199301).  За даними Бюро перепису населення США в 2010 році переписна місцевість мала площу 1,15 км², уся площа — суходіл.

## Демографія
Згідно з переписом 2010 року, у переписній місцевості мешкало 1426 осіб у 525 домогосподарствах у складі 422 родин. Густота населення становила 1244 особи/км².  Було 539 помешкань (470/км²).
Расовий склад населення:
| - 89,0 % — білих - 6,9 % — азіатів - 0,2 % — чорних або афроамериканців - 0,1 % — корінних американців |

До двох чи більше рас належало 3,5 %. Частка іспаномовних становила 2,3 % від усіх жителів.
За віковим діапазоном населення розподілялося таким чином: 28,4 % — особи молодші 18 років, 51,1 % — особи у віці 18—64 років, 20,5 % — особи у віці 65 років та старші. Медіана віку мешканця становила 46,0 року. На 100 осіб жіночої статі у переписній місцевості припадало 94,5 чоловіків;  на 100 жінок у віці від 18 років та старших — 90,1 чоловіків також старших 18 років.
За межею бідності перебувало 1,2 % осіб, у тому числі 0,0 % дітей у віці до 18 років та 0,0 % осіб у віці 65 років та старших.
Цивільне працевлаштоване населення становило 629 осіб. Основні галузі зайнятості: освіта, охорона здоров'я та соціальна допомога — 36,1 %, науковці, спеціалісти, менеджери — 24,0 %, виробництво — 19,1 %.